# Imre Szabó
Imre Szabó (ur. 25 listopada 1912 w Berehowie, zm. 31 maja 1991 w Budapeszcie) – węgierski profesor prawa. Członek zagraniczny Polskiej Akademii Nauk od 1962 roku. W książce pod tytułem „Komparatystyka prawnicza” polskiego filozofa i prawnika Romana Tokarczyka przedstawiono pogląd Szabo, który stwierdził, iż „nie opowiada się wyraźnie za poglądem o nadrzędności teorii prawa w wielu znanych mu wersjach nad komparatystyką prawniczą”. Z kolei w książce zatytułowanej „Nadużycie prawa: konferencja Wydziału Prawa i Administracji, 1 marca 2002 roku” pod redakcją polskich prawników Huberta Izdebskiego i Aleksandra Stępkowskiego Imre Szabo wskazywał, że klauzule generalne sprzyjają tendencjom rozwojowym prawa i jednocześnie postulował szersze ich wykorzystanie w systemach prawa.